# Talley (Royaume-Uni)
Pour les articles homonymes, voir Talley.
Talley (en anglais) ou Talyllychau (en gallois) est un village et une communauté du Carmarthenshire, au pays de Galles.
Elle abrite les ruines de l'abbaye de Talley (en), un monastère prémontré fondé en 1120 et dissous vers 1536.
Au recensement de 2011, elle comptait 494 habitants.